# Newark Athlete
Newark Athlete este un film american de scurtmetraj, mut, alb-negru din 1891. Este produs și regizat de William K. L. Dickson.  
Filmul are o durată de aproximativ zece secunde și prezintă un tânăr atlet. A fost filmat în mai sau iunie 1891, în studioul Edison's Black Maria. Filmul a fost creat pentru a fi vizualizat cu Kinetoscopul lui Thomas Edison.
În 2010, Newark Athlete a fost ales pentru conservare de către Biblioteca Congresului în Registrul Național [American] de Film fiind considerat "de importanță culturală, istorică sau estetică". Acesta este în prezent cel mai vechi film din Registru.